# Špilberk (geomorfologický okrsek)
Špilberk je geomorfologický okrsek na jižní Moravě, v oblasti města Brna. Je součástí podcelku Lipovské vrchoviny, která je částí Bobravské vrchoviny.
Jedná se o hřbet, jenž je tvořen hrástí z metabazitů, které jsou pokryty spodnodevonskými pískovci a slepenci. Hřbet zahrnuje celé masivy Žlutého kopce (s nejvyšším bodem okrsku 330 m n. m.), Kraví hory a Špilberku.
Území Špilberského hřbetu je zcela urbanizováno městem Brnem. Převažuje zde městská zástavba, kterou v menší části doplňují parky a lesoparky (Kraví hora, Špilberk, Wilsonův les), případně zahrádkářské kolonie. Na vrcholu Špilberku se nachází stejnojmenný brněnský hrad obklopený parkem. Masiv Žlutého kopce je zastavěn městskými čtvrtěmi Pisárky a Stránice (Masarykova čtvrť), zástavbu svahů Kraví hory tvoří kromě Stránic také Žabovřesky. V níže položené oblasti mezi Kraví horou a Špilberkem se nachází čtvrť Veveří.